# 豬鼻蛇屬
豬鼻蛇屬（學名：Heterodon）是蛇亞目新蛇科下的一個屬，屬下的蛇種主要分布於北美洲。此屬的蛇最大特色是牠們的鼻端吻部位置是微微向上崛起的，而且牠們在面臨威脅時也有著相當特殊的表現。目前豬鼻蛇屬下有三個品種已被確認。

## 特色
成年的豬鼻蛇約有30至60公分長，身型壯健，頭部亦特別大，與頸部的分界相當明顯。豬鼻蛇的頸部是可以擴張的，後方的肋骨能令整個身體壓得扁平，形態上是與眼鏡蛇相似的。尾巴短小，而且有兩片肛鱗。 因應品種的不同，豬鼻蛇身體的顏色及斑紋都是變化多端的。
豬鼻蛇的品種是屬於後齒型的，雖然有分泌毒素，但對人類並不構成傷害。

## 行為
當豬鼻蛇受到威脅時，牠們會把頸部壓得扁平，張開皮摺，並昂起頭部發出嘶嘶聲響，採取與眼鏡蛇一樣的自衛姿態。牠們會裝作咬擊的態勢，但事實上卻不會真正作出咬擊。如果這個姿態並不能把敵人嚇退的話，牠們更會以假死法來欺騙對手（詳見東部豬鼻蛇）。

## 飼養
豬鼻蛇主要進食齧齒目動物及蜥蜴，可是東部豬鼻蛇卻是例外的，牠們只吃蟾蜍，並對蟾蜍的毒素有著免疫的能力。豬鼻蛇是常見的寵物蛇種，當中西部豬鼻蛇更是相當容易飼養的品種；東部豬鼻蛇其實亦很常見，不過牠們的飲食習慣經常令飼養者感到十分頭痛。

## 品種
| 品種       | 學名及命名者                             | 亞種數 | 異稱 | 地理分布                                                                                       |
| ---------- | ---------------------------------------- | ------ | ---- | ---------------------------------------------------------------------------------------------- |
| 西部豬鼻蛇 | H. nasicus，Baird & Girard，1852</samll> | 2      |      | 主要分布於加拿大的亞伯特東南部與馬尼托巴北部，南至亞利桑那州東南部與德州，甚至遠及墨西哥北部。 |
| 東部豬鼻蛇 | H. platirhinos，Latreille，1801          | 0      |      | 美國                                                                                           |
| 南部豬鼻蛇 | H. simus，Linnaeus，1766                 | 0      |      | 美國                                                                                           |

## 備註
1. 1 2  Wright AH、Wright AA：《Handbook of Snakes》頁1055，Comstock Publishing Associates，1957年。ISBN 0-8014-0463-0
2. 1 2 3 4 5  . ITIS. 2006  [30 November, 2006].
3. ↑  （英文）到底豬鼻蛇有沒有毒呢？ （页面存档备份，存于）
4. ↑  Behler JL、King FW：《The Audubon Society Field Guide to North American Reptiles and Amphibians》頁743，紐約：Alfred A. Knopf，1979年。LCCCN 79-2217。ISBN 0-394-50824-6

## 外部連結
- （英文）TIGR爬蟲類資料庫：豬鼻蛇屬